# David Rabinowitz
David Rabinowitz (* 1987 oder 1988 in East Brunswick) ist ein US-amerikanischer Drehbuchautor und Filmproduzent. Als Mitautor bei dem Film BlacKkKlansman von Spike Lee erhielt Wachtel im Rahmen der Oscarverleihung 2019 die Auszeichnung für das beste Drehbuch.

## Leben
Der ursprünglich aus New Jersey stammende David Rabinowitz machte seinen Abschluss an der Quinnipiac University in Hamden. Nach seiner Tätigkeit als Produzent von Multimediainhalten für das Wall Street Journal begann er als Redakteur zu arbeiten.
Mit Charlie Wachtel, mit dem Rabinowitz gemeinsam an dem Drehbuch für BlacKkKlansman von Spike Lee arbeitete, verbindet ihn eine lange Freundschaft. Beide machten ihren Abschluss an der East Brunswick High School im Jahr 2005 und besuchten beide die American University und die Quinnipiac University, wo sie 2009 einen Abschluss erwarben. Nachdem Wachtel 2009 nach Los Angeles zog, folgte ihm Rabinowitz 2012. Von Ron Stallworths Geschichte, die im Film erzählt wird, hörten beide erstmals im Juli 2015 bei Facebook.

## Filmografie (Auswahl)
- 2012: Harmless (Kurzfilm)
- 2013: It’s Tough Out There (Kurzfilm)
- 2014: Madness (Kurzfilm)
- 2018: BlacKkKlansman

## Auszeichnungen (Auswahl)
Critics’ Choice Movie Award
- 2019: Nominierung für das Beste adaptierte Drehbuch (BlacKkKlansman)[3]

Online Film Critics Society Award
- 2019: Nominierung für das Beste adaptierte Drehbuch (BlacKkKlansman)[4]

Oscar
- 2019: Auszeichnung für das Beste adaptierte Drehbuch (BlacKkKlansman)